# 大佛山山脉
大佛山山脉是云南省昆明市的一座山脉，是石林彝族自治县和宜良县的界山，南北绵延60余千米，位于路南盆地以西，与俗称“东山”的九蟠山山脉相呼应，也称作西山。主峰是宜良县内的竹山，海拔2,582米。明清时期建有多座佛寺（狮山寺、仙花寺、石峰寺等），因此也称作佛山或大佛山。石林县的景点狮子山、乃古石林、石峰寺等景点均位于该山脉。